# Olympische Sommerspiele 1912/Teilnehmer (Luxemburg)
| Gelbes Symbol für Goldmedaillen mit stilisierten Olympischen Ringen | Graues Symbol für Silbermedaillen mit stilisierten Olympischen Ringen | Braundes Symbol für Bronzemedaillen mit stilisierten Olympischen Ringen |
| ------------------------------------------------------------------- | --------------------------------------------------------------------- | ----------------------------------------------------------------------- |
| —                                                                   | —                                                                     | —                                                                       |

Luxemburg nahm an den Olympischen Sommerspielen 1912 in Stockholm, Schweden, mit 21 Sportlern teil. Dabei konnten die Athleten keine Medaillen gewinnen.

## Teilnehmer nach Sportarten

### Leichtathletik
| Athlet           | Disziplin   | Vorlauf           | Vorlauf           | Halbfinale  | Halbfinale | Finale         | Finale         |
| Athlet           | Disziplin   | Ergebnis          | Platz             | Ergebnis    | Platz      | Ergebnis       | Platz          |
| ---------------- | ----------- | ----------------- | ----------------- | ----------- | ---------- | -------------- | -------------- |
| Paul Fournelle   | Weitsprung  | nicht ausgetragen | nicht ausgetragen | keine Weite | 30.        | nicht erreicht | nicht erreicht |
| Marcel Pelletier | Kugelstoßen | nicht ausgetragen | nicht ausgetragen | 11,04 m     | 17.        | nicht erreicht | nicht erreicht |
| Marcel Pelletier | Diskuswurf  | nicht ausgetragen | nicht ausgetragen | 33,73 m     | 33.        | nicht erreicht | nicht erreicht |

### Turnen
| Athlet | Disziplin            | Finale   | Finale  |
| Athlet | Disziplin            | Ergebnis | Platz   |
| --- | -------------------- | -------- | ------- |
| Antoine Wehrer | Einzelmehrkampf      | 117,25   | 15.     |
| Pierre Hentges | Einzelmehrkampf      | 115,50   | 18.     |
| Jean-Pierre Thommes | Einzelmehrkampf      | 110,75   | 22.     |
| François Hentges | Einzelmehrkampf      | 110,50   | 23.     |
| Émile Lanners | Einzelmehrkampf      | 109,75   | 24.     |
| Nicolas Adam Charles Behm André Bordang Michel Hemmerling François Hentges Pierre Hentges Jean-Baptiste Horn Nicolas Kanivé Nicolas Kummer Marcel Langsam Émile Lanners Jean-Pierre Thommes François Wagner Antoine Wehrer Ferdinand Wirtz Joseph Zuang                                                   | Mannschaftsmehrkampf | 35,95    | Vierter |
| Nicolas Adam Charles Behm André Bordang Jean-Pierre Frantzen Michel Hemmerling François Hentges Pierre Hentges Jean-Baptiste Horn Nicolas Kanivé Émile Knepper Nicolas Kummer Marcel Langsam Émile Lanners Maurice Palgen Jean-Pierre Thommes François Wagner Antoine Wehrer Ferdinand Wirtz Joseph Zuang | Freies System        | 16,30    | Fünfter |